# Битва під Ольвією
Битва під Ольвією — 331 до н. е. македонський полководець Зопіріон здійснив похід на землі скіфів, під час якого намагався захопити грецьку колонію Ольвію, але всі спроби штурму та облога закінчились невдачею, після чого до Ольвії підійшло військо союзників ольвіополітів — скіфів та відбулась битва між скіфами та македонянами, яка закінчилась тотальною поразкою та повним знищенням скіфами 30-титисячного війська македонян та загибеллю Зопіріона.